# Wereldkampioenschap curling mannen 1959
Het wereldkampioenschap curling voor mannen 1959 werd van 9 tot en met 11 maart 1959 gehouden in Schotland. In deze eerste editie van het WK namen Canada en Schotland het tegen elkaar op. Canada won alle duels, en werd zo de eerste wereldkampioen uit de curlinggeschiedenis.

## Overzicht
De eerste editie van het wereldkampioenschap werd gespeeld in drie steden: de eerste wedstrijd vond plaats in Edinburgh, de tweede en derde in Perth en de laatste twee in Falkirk. Falkirk was tevens de thuisbasis van het Schotse team, dat onder leiding stond van skip Willy Young. Het Canadese team was afkomstig uit Regina, en werd geleid door Ernie Richardson.
Voor het wereldkampioenschap werd weinig publiciteit gemaakt, waardoor de eerste wedstrijd door een klein publiek bijgewoond werd. Canada won de eerste wedstrijd met duidelijk overwicht. De tweede wedstrijd, die bijgewoond werd door 193 toeschouwers en plaatsvond te midden van drie andere curlingwedstrijden, verliep meer gelijkopgaand, maar werd uiteindelijk wederom verloren door de Schotten. De Canadese skip paste de tactiek toe om de openingssteen door het huis te jagen (en dus uit het spel te nemen); een strategie die vandaag veelvuldig gebruikt wordt maar destijds ongezien was voor de Schotten. De derde wedstrijd werd gespeeld voor 300 toeschouwers, en was veruit de spannendste. Canada kon de strijd met één steen winnen, en was aldus zeker van de eerste wereldtitel. Voor de laatste twee wedstrijden was er nog amper belangstelling. Ook deze werden gewonnen door Canada.

## Groepsfase
| Land      | Skip             | W | V |
| --------- | ---------------- | - | - |
| Canada    | Ernie Richardson | 5 | 0 |
| Schotland | Willie Young     | 0 | 5 |

| Land      | 1 | 2 | 3 | 4 | 5 | 6 | 7 | 8 | 9 | 10 | 11 | 12 |  | T  |
| --------- | - | - | - | - | - | - | - | - | - | -- | -- | -- |  | -- |
| Canada    | 1 | 2 | 1 | 0 | 1 | 2 | 0 | 1 | 1 | 0  | 3  | 0  |  | 12 |
| Schotland | 0 | 0 | 0 | 1 | 0 | 0 | 1 | 0 | 0 | 3  | 0  | 1  |  | 6  |

| Land      | 1 | 2 | 3 | 4 | 5 | 6 | 7 | 8 | 9 | 10 | 11 | 12 |  | T  |
| --------- | - | - | - | - | - | - | - | - | - | -- | -- | -- |  | -- |
| Canada    | 0 | 3 | 0 | 1 | 0 | 0 | 1 | 0 | 1 | 1  | 4  | 0  |  | 11 |
| Schotland | 2 | 0 | 3 | 0 | 1 | 1 | 0 | 1 | 0 | 0  | 0  | 1  |  | 9  |

| Land      | 1 | 2 | 3 | 4 | 5 | 6 | 7 | 8 | 9 | 10 | 11 | 12 |  | T |
| --------- | - | - | - | - | - | - | - | - | - | -- | -- | -- |  | - |
| Canada    | 1 | 0 | 1 | 0 | 0 | 2 | 0 | 2 | 0 | 0  | 2  | 0  |  | 8 |
| Schotland | 0 | 0 | 0 | 1 | 1 | 0 | 1 | 0 | 1 | 2  | 0  | 1  |  | 7 |

| Land      | 1 | 2 | 3 | 4 | 5 | 6 | 7 | 8 | 9 | 10 | 11 | 12 |  | T  |
| --------- | - | - | - | - | - | - | - | - | - | -- | -- | -- |  | -- |
| Canada    | 0 | 4 | 0 | 5 | 0 | 0 | 1 | 0 | 0 | 0  | 1  | 4  |  | 15 |
| Schotland | 2 | 0 | 2 | 0 | 1 | 1 | 0 | 1 | 1 | 1  | 0  | 0  |  | 9  |

##### Vijfde speelronde
Woensdag 11 maart 1959
| Land      | 1 | 2 | 3 | 4 | 5 | 6 | 7 | 8 | 9 | 10 | 11 | 12 |  | T |
| --------- | - | - | - | - | - | - | - | - | - | -- | -- | -- |  | - |
| Canada    | 1 | 1 | 2 | 1 | 0 | 0 | 2 | 1 | 1 | 0  | X  | X  |  | 9 |
| Schotland | 0 | 0 | 0 | 0 | 0 | 1 | 0 | 0 | 0 | 1  | X  | X  |  | 2 |

## Eindstand
| Rang   | Land      |
| ------ | --------- |
| Goud   | Canada    |
| Zilver | Schotland |

1959 · 1960 · 1961 · 1962 · 1963 · 1964 · 1965 · 1966 · 1967 · 1968 · 1969 · 1970 · 1971 · 1972 · 1973 · 1974 · 1975 · 1976 · 1977 · 1978 · 1979 · 1980 · 1981 · 1982 · 1983 · 1984 · 1985 · 1986 · 1987 · 1988 · 1989 · 1990 · 1991 · 1992 · 1993 · 1994 · 1995 · 1996 · 1997 · 1998 · 1999 · 2000 · 2001 · 2002 · 2003 · 2004 · 2005 · 2006 · 2007 · 2008 · 2009 · 2010 · 2011 · 2012 · 2013 · 2014 · 2015 · 2016 · 2017 · 2018 · 2019 · 2021 · 2022 · 2023 · 2024 · 2025